# Wydawnictwo Mag
Wydawnictwo MAG – wydawnictwo założone w roku 1993 przez Jacka Rodka. Pierwotnie wydawało gry fabularne i czasopismo „Magia i Miecz”. Obecnie zajmuje się głównie beletrystyką fantasy i science fiction.
Od 1997 roku wydawało serię Fantastyka, od 2006 serię Uczta Wyobraźni, której redaktorem jest Andrzej Miszkurka, a od 2015 serię Artefakty.
MAG powiązany jest z wydawnictwem Nowa Proza.

## Niektóre wydane gry fabularne
- Kryształy Czasu
- Warhammer Fantasy Roleplay
- Zew Cthulhu
- Dzikie Pola
- Deadlands: Martwe Ziemie
- Wiedźmin: Gra Wyobraźni
- Gasnące Słońca
- Earthdawn
- Śródziemie: Gra Fabularna[4]
- Oko Yrrhedesa